# Neumayer III
Neumayer III – całoroczna stacja antarktyczna, należąca do Niemiec, położona na Antarktydzie Wschodniej.

## Położenie i warunki
Stacja znajduje się na Lodowcu Szelfowym Ekströma na Morzu Weddella, u wybrzeża Ziemi Królowej Maud. Dzień polarny trwa od 15 listopada do 27 stycznia, a noc polarna od 21 maja do 22 lipca. Chociaż Słońce nie unosi się wówczas ponad horyzont, to zbliża się do niego na tyle, że około południa jest wystarczająco jasno aby pracować poza stacją.
Stację Neumayer III tworzy jeden duży budynek o masie 2300 ton, umieszczony ponad lodowcem na platformie, która może być podnoszona z użyciem 16 podnośników hydraulicznych. Pozwala to skompensować negatywne efekty gromadzenia się śniegu i lodu. W pobliżu bazy znajduje się także stacja radarowa służąca do komunikacji z satelitami. Do zasilania używane są trzy generatory Diesla (czwarty służy jako zapasowy) oraz turbina wiatrowa; z czasem planowane jest postawienie dodatkowych turbin, które zminimalizują zanieczyszczenia emitowane przez stację. Stacja posiada lądowisko o długości 1000 m, obsługujące samoloty wyposażone w płozy.

## Historia i działalność

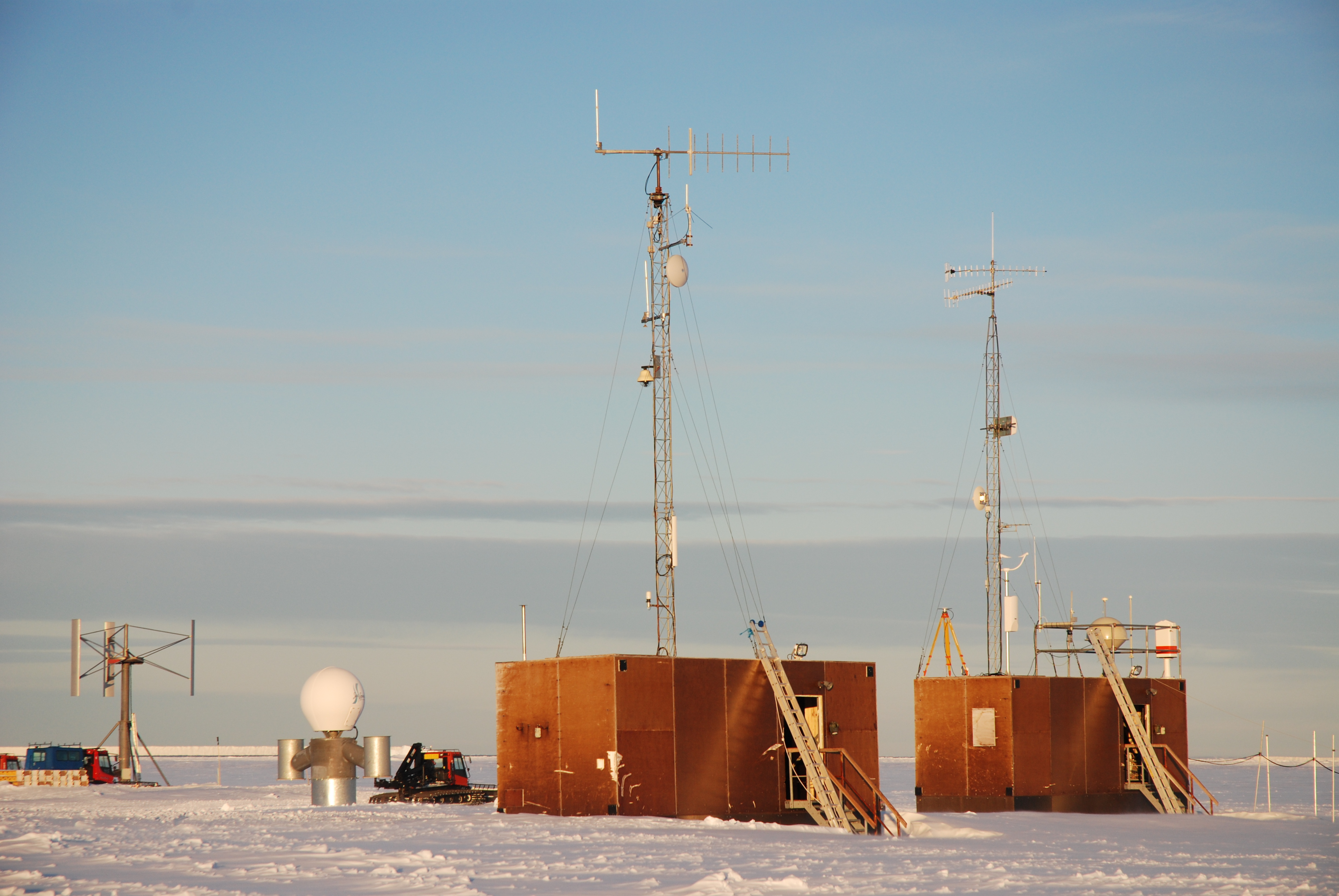
Wejścia na podlodową stację Neumayer II

Pierwsza zachodnioniemiecka stacja Georg von Naumayer (od 1976 roku istniała wschodnioniemiecka stacja polarna Georg Forster), została wybudowana w 1981 roku i nazwana na cześć Georga von Neumayera, niemieckiego geofizyka i badacza obszarów polarnych. W ciągu 10 lat została ona pogrzebana pod śniegiem, w związku z czym w 1992 roku Niemcy wybudowali nową stację, Neumayer II oddaloną o 10 km od pierwszej. Stację tę tworzyły dwa równoległe stalowe tunele o długości 90 m, połączone dwoma poprzecznymi przejściami, które znajdowały się pod powierzchnią lodowca; ponad lód wystawały tylko wieże z wejściami, generatory energii elektrycznej i niektóre obserwatoria. Również ta stacja była jednak powoli niszczona przez ciężar akumulującego się śniegu, w związku z czym rozpoczęto budowę trzeciej stacji, którą otwarto 20 lutego 2009. Baza Neumayer II została zamknięta osiem dni później. Przewiduje się, że stacja Neumayer III będzie funkcjonowała przez 25 lat.
Na stacji Neumayer III znajduje się obserwatorium meteorologiczne, monitorujące zmiany klimatu, promieniowania dochodzącego do stacji, a także zawartość ozonu w atmosferze. Badania geofizyczne obejmują sejsmologię, magnetometrię i rejestrację infradźwięków. Obserwatorium chemii atmosfery mierzy stężenia śladowych składników atmosfery oraz pyłów, a także substancji rozpylanych przez fale uderzające o czoło lodowca. Obserwatorium akustyczne zlokalizowane w pobliżu krawędzi lodowca szelfowego, 13 km od stacji, rejestruje dźwięki wydawane przez wieloryby i płetwonogie, a także zdarzenia takie jak cielenie się lodowca czy zderzenia gór lodowych.